# La Ròcha dau Bois
La Roche-sur-le-Buis és un municipi francès situat al departament de la Droma i a la regió d'Alvèrnia-Roine-Alps. L'any 2007 tenia 325 habitants.

## Demografia

### Població
El 2007 la població de fet de La Roche-sur-le-Buis era de 325 persones. Hi havia 141 famílies de les quals 59 eren unipersonals (35 homes vivint sols i 24 dones vivint soles), 35 parelles sense fills, 43 parelles amb fills i 4 famílies monoparentals amb fills.
La població ha evolucionat segons el següent gràfic:
Habitants censats

### Habitatges
El 2007 hi havia 271 habitatges, 147 eren l'habitatge principal de la família, 107 eren segones residències i 17 estaven desocupats. 231 eren cases i 12 eren apartaments. Dels 147 habitatges principals, 109 estaven ocupats pels seus propietaris, 27 estaven llogats i ocupats pels llogaters i 11 estaven cedits a títol gratuït; 9 tenien una cambra, 13 en tenien dues, 25 en tenien tres, 44 en tenien quatre i 56 en tenien cinc o més. 87 habitatges disposaven pel capbaix d'una plaça de pàrquing. A 78 habitatges hi havia un automòbil i a 54 n'hi havia dos o més.

### Piràmide de població
La piràmide de població per edats i sexe el 2009 era:
| Homes | Edats   | Dones |
| ----- | ------- | ----- |
| 0     | 95 o +  | 0     |
| 0     | 90 a 94 | 0     |
| 0     | 85 a 89 | 0     |
| 0     | 80 a 84 | 0     |
| 4     | 75 a 79 | 8     |
| 24    | 70 a 74 | 8     |
| 0     | 65 a 69 | 4     |
| 8     | 60 a 64 | 16    |
| 8     | 55 a 59 | 0     |
| 16    | 50 a 54 | 4     |
| 16    | 45 a 49 | 12    |
| 4     | 40 a 44 | 8     |
| 12    | 35 a 39 | 0     |
| 8     | 30 a 34 | 12    |
| 16    | 25 a 29 | 20    |
| 4     | 20 a 24 | 20    |
| 8     | 15 a 19 | 0     |
| 0     | 10 a 14 | 0     |
| 12    | 5 a 9   | 20    |
| 0     | 0 a 4   | 12    |

## Economia
El 2007 la població en edat de treballar era de 206 persones, 148 eren actives i 58 eren inactives. De les 148 persones actives 128 estaven ocupades (66 homes i 62 dones) i 20 estaven aturades (13 homes i 7 dones). De les 58 persones inactives 25 estaven jubilades, 15 estaven estudiant i 18 estaven classificades com a «altres inactius».

### Ingressos
El 2009 a La Roche-sur-le-Buis hi havia 128 unitats fiscals que integraven 302,5 persones, la mediana anual d'ingressos fiscals per persona era de 11.843 €.

### Activitats econòmiques
Dels 21 establiments que hi havia el 2007, 9 eren d'empreses de construcció, 1 d'una empresa de comerç i reparació d'automòbils, 2 d'empreses d'hostatgeria i restauració, 1 d'una empresa financera, 4 d'empreses de serveis, 2 d'entitats de l'administració pública i 2 d'empreses classificades com a «altres activitats de serveis».
Dels 10 establiments de servei als particulars que hi havia el 2009, 5 eren paletes, 2 guixaires pintors, 1 fusteria, 1 electricista i 1 restaurant.
L'any 2000 a La Roche-sur-le-Buis hi havia 50 explotacions agrícoles que ocupaven un total de 644 hectàrees.

## Poblacions més properes
El següent diagrama mostra les poblacions més properes.